# Вулиця Амаглеба
Вулиця Амаглеба (груз. ამაღლება — Вознесіння) — вулиця в Тбілісі, що проходить від вулиці Паоло Яшвілі до Коджорського шосе.

## Історія
Частина стародавньої Коджорської дороги.
Колишня назва — Вознесенська.
У 1852 році відомий грузинський історик Платон Іоселіані побудував у кінці вулиці «за обітницею» (для одужання свого сина) дерев'яну церкву Вознесіння. На жаль, син помер. У цій церкві пізніше був похований Іоселіані (1875) та Олена Долгорукова — бабуся Сергія Вітте й Олени Блаватської. У 1921 році церква була зруйнована радянською владою, саму вулицю перейменували на честь поета Йосипа Давіташвілі.
Після здобуття Грузією незалежності церкву відновили, а вулиці повернули історичну назву грузинською мовою.
Район вулиці передбачалося включити в програму реконструкції міста «Панорама Тбілісі», що викликало протести громадськості.

## Пам'ятки
- Церква Вознесіння.
- Буд. 21 — колишній будинок купця Георгія Тер-Арутюнова[4]
- Стіну будинку 23 прикрашало графіті чорного лева[5].

## Відомі жителі

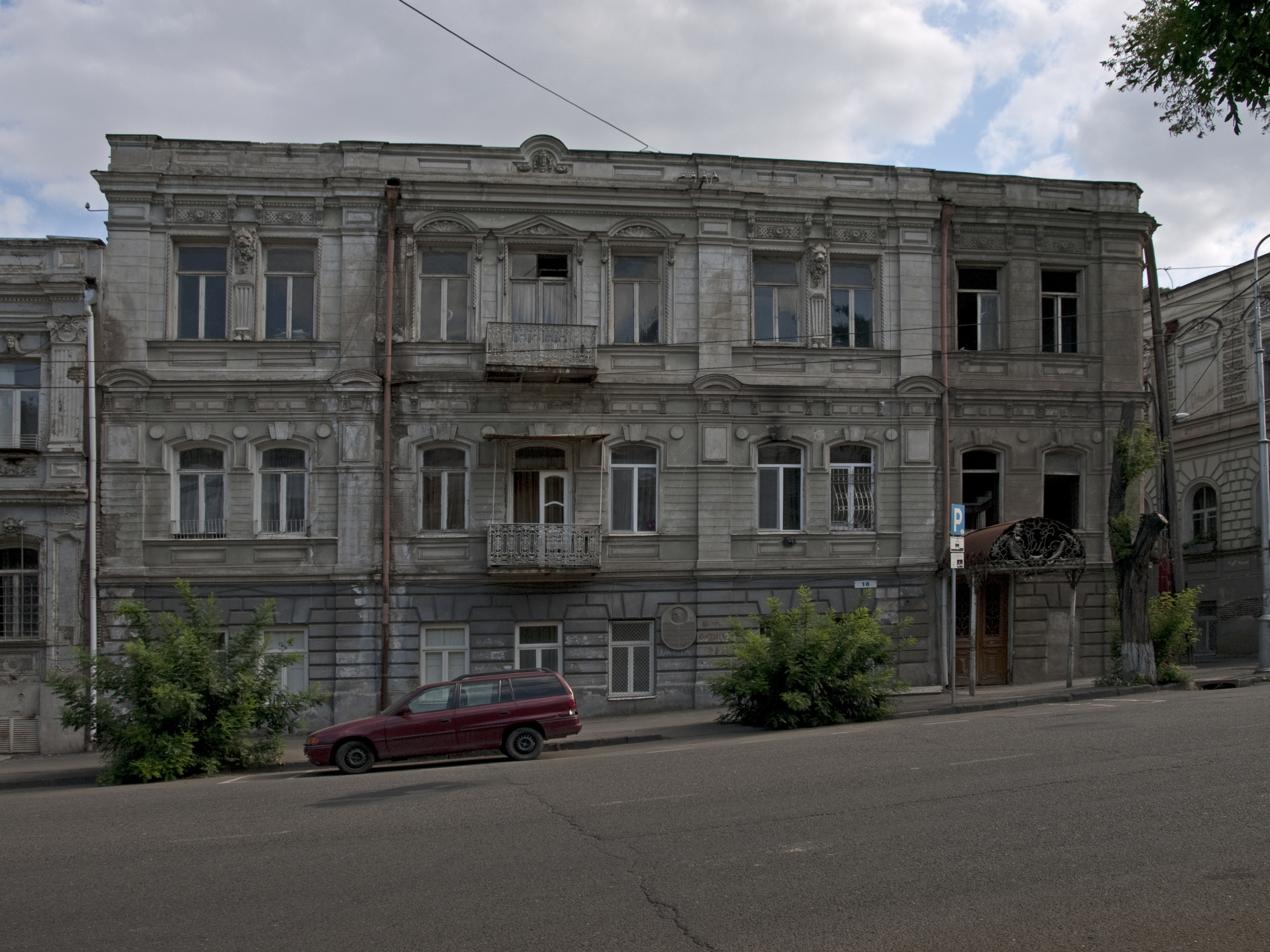
Будинок, де жив Туманян

- Буд. 18 — вірменський поет, письменник і громадський діяч Ованес Туманян (меморіальна дошка)
- Буд. 27 — вірменський композитор Армен Тигранян (меморіальна дошка)